# Vuksanlekići
Vuksanlekići este un sat din municipiul Podgorica, Muntenegru. Conform datelor de la recensământul din 2003, localitatea are 280 de locuitori (la recensământul din 1991 erau 570 de locuitori).

## Demografie
În satul Vuksanlekići locuiesc 202 persoane adulte, iar vârsta medie a populației este de 35,3 de ani (33,3 la bărbați și 37,8 la femei). În localitate sunt 53 de gospodării, iar numărul mediu de membri în gospodărie este de 5,28.
|  |

| Demografie | Demografie | Demografie |
| An         | Locuitori  | Locuitori  |
| ---------- | ---------- | ---------- |
|            |            |            |
|            |            |            |
|            |            |            |
|            |            |            |
| 1948       | 240        |            |
| 1953       | 266        |            |
| 1961       | 343        |            |
| 1971       | 427        |            |
| 1981       | 539        |            |
| 1991       | 570        | 302        |
| 2003       | 542        | 280        |

| \| Componența etnică conform recensământului din 2003[2] \| Componența etnică conform recensământului din 2003[2] \| Componența etnică conform recensământului din 2003[2] \| Componența etnică conform recensământului din 2003[2] \| Componența etnică conform recensământului din 2003[2] \| \| ----------------------------------------------------- \| ----------------------------------------------------- \| ----------------------------------------------------- \| ----------------------------------------------------- \| ----------------------------------------------------- \| \| \| \| \| \| \| \| Albanezi \| Albanezi \| \| 276 \| 98,57% \| \| Muntenegreni \| Muntenegreni \| \| 2 \| 0,71% \| \| Croați \| Croați \| \| 1 \| 0,35% \| \| necunoscută \| necunoscută \| \| 0 \| 0% \| |              |  |     |        |
| Componența etnică conform recensământului din 2003 |              |  |     |        |
| |              |  |     |        |
| Albanezi | Albanezi     |  | 276 | 98,57% |
| Muntenegreni | Muntenegreni |  | 2   | 0,71%  |
| Croați | Croați       |  | 1   | 0,35%  |
| necunoscută | necunoscută  |  | 0   | 0%     |